# John Bach McMaster
John Bach McMaster, född den 29 juni 1852 i Brooklyn, död den 4 maj 1932, var en amerikansk historiker.
McMaster var först ingenjör och lärare i ingenjörsvetenskap och blev 1883 professor i amerikansk historia vid Pennsylvaniauniversitetet. Hans mest betydande arbete är History of the people of the United states (6 band, 1883-1905). Han skrev därjämte bland annat Daniel Webster (1902), Brief history of the United states (1903) samt flera skolböcker i amerikansk historia.